# Global Initiative on Decent Jobs for Youth

Los Objetivos de Desarrollo Sostenible son una iniciativa de Naciones Unidas.

Global Initiative on Decent Jobs for Youth, en español Iniciativa mundial sobre empleos decentes para la juventud, es el primer esfuerzo integral de las Naciones Unidas para la promoción del empleo juvenil en todo el mundo. Reúne los vastos recursos y el poder de convocatoria de la ONU y otros socios clave mundiales para maximizar la efectividad de las inversiones en empleo juvenil y ayudar a los Estados miembros a cumplir con la Agenda 2030 para el Desarrollo Sostenible, en particular su Objetivo 8: Promover el crecimiento económico sostenido, inclusivo y sostenible, el empleo pleno y productivo y el trabajo decente para todos.
Fue lanzado en el Foro de la Juventud del Consejo Económico y Social (ECOSOC), el 1 de febrero de 2016, por el Vicesecretario General de las Naciones Unidas y el director general de la OIT.

## Diagnóstico
Según la Organización Internacional del Trabajo, el trabajo decente resume las aspiraciones de las personas en su vida laboral:
Implica oportunidades de trabajo productivas y que brindan un ingreso justo, seguridad en el lugar de trabajo y protección social para las familias, mejores perspectivas de desarrollo personal e integración social, libertad para que las personas expresen sus preocupaciones, se organicen y participen en las decisiones que afectan a sus vidas e igualdad de oportunidades y tratamiento para todas las mujeres y hombres.
Naciones Unidas estima que más del 40 por ciento de los jóvenes económicamente activos del mundo están desempleados o tienen un trabajo pero viven en la pobreza. La crisis del empleo juvenil afecta la mayoría de los países en todas las regiones. Se traduce en una mayor vulnerabilidad de los jóvenes -desde un mayor desempleo, precariedad laboral, transiciones largas de la escuela al trabajo, y un desapego del mercado laboral-. Si bien no se puede disociar del déficit general de empleo, el empleo juvenil requiere una acción masiva y coordinada.

## Iniciativa
Decent Jobs for Youth propone intervenciones locales, alineadas con las prioridades nacionales de desarrollo y basadas en evidencia rigurosa de lo que funciona en diferentes contextos. Se concentra en ocho prioridades que presentan oportunidades inmediatas y a largo plazo para abordar el desafío global del desempleo juvenil:
- Transiciones a la economía formal.
- Habilidades digitales para jóvenes.
- Aprendizajes de calidad.
- Jóvenes en situaciones frágiles.
- Juventud en la economía rural.
- Emprendimiento juvenil y autoempleo.
- Jóvenes trabajadores en ocupaciones peligrosas.
- Empleos verdes para jóvenes.[4]